# Ramalinaceae
Famille
Les Ramalinaceae (Ramalinacées) sont une famille de champignons lichénisés.

## Liste des genres
Selon Outline of Ascomycota - 2009 :
- Aciculopsora
- Adelolecia
- Arthrosporum
- Bacidia
- Bacidina
- Bacidiopsora
- Biatora
- Catinaria
- Cenozosia
- Cliostomum
- Compsocladium
- Crustospathula
- Echidnocymbium
- Frutidella
- Heppsora
- Herteliana
- Japewia
- Jarmania
- Krogia
- Lecania
- Lopezaria
- Lueckingia
- Niebla
- Phyllopsora
- Physcidia
- Ramalina
- Ramalinopsis
- Rolfidium
- Schadonia
- Speerschneidera
- Stirtoniella
- Thamnolecania
- Tibellia
- Toninia
- Toniniopsis
- Vermilacinia
- Waynea